# Luehea rufescens
Luehea rufescens är en malvaväxtart som beskrevs av A. St.-hil.. Luehea rufescens ingår i släktet Luehea och familjen malvaväxter. Inga underarter finns listade i Catalogue of Life.